# Czesław Oleszkiewicz
Czesław Oleszkiewicz (ur. 20 września 1928 w Żerebianach w gminie Troki, zm. 5 grudnia 1998) – polski mechanik, poseł na Sejm PRL IV kadencji.

## Życiorys
Syn Kazimierza i Józefy z domu Stupak. Uzyskał wykształcenie podstawowe. Pracował na stanowisku mechanika w Państwowym Gospodarstwie Rolnym w Jaśkowie. Należał do Polskiej Zjednoczonej Partii Robotniczej, w 1965 uzyskał mandat posła na Sejm PRL IV kadencji w okręgu Iława. W trakcie kadencji zasiadał w Komisji Rolnictwa i Przemysłu Spożywczego.